# Parascatopse simplex
Parascatopse simplex är en tvåvingeart som beskrevs av Cook 1962. Parascatopse simplex ingår i släktet Parascatopse och familjen dyngmyggor.
Artens utbredningsområde är Kongo. Inga underarter finns listade i Catalogue of Life.